# James Weldon Johnson
James Weldon Johnson (Jacksonville, Florida, 17 de juny de 1871 - Wiscasset, Maine, 26 de juny de 1938) va ser un autor, polític, diplomàtic, crític, periodista, poeta, antologista, educador, advocat, compositor de cançons, activista dels drets humans i prominent figura dins el moviment cultural Harlem Renaissance. Johnson és més recordat pel seu treball com a escriptor, amb diverses novel·les, poemes i col·leccions de folklore. Va ser, així mateix, un dels primers professors afroamericans a la Universitat de Nova York. Més tard va ser professor de literatura creativa a la Universitat Fisk.

## Obra selecta

### Poesia
- Lift Every Voice and Sing (1899)
- Fifty Years and Other Poems (1917)
- Go Down, Death (1926)
- God's Trombones: Seven Negro Sermons in Verse (1927)
- Saint Peter Relates an Incident (1935)
- The Glory of the Day was in Her Face
- Selected Poems (1936)

### Altres obres i col·leccions
- The Autobiography of an Ex-Colored Man (1912/1927)
- Self-Determining Haiti (1920)
- The Book of American Negro Poetry (1922)
- The Book of American Negro Spirituals (1925)
- Second Book of Negro Spirituals (1926)
- Black Manhattan (1930)
- Negro Americans, What Now? (1934)
- Along This Way (1933)
- The Selected Writings of James Weldon Johnson (1995, posthumous collection)